# Ciril Cvetko
Ciril Cvetko, slovenski skladatelj, dirigent, glasbeni publicist in pedagog, * 8. januar 1920, Vučja vas pri Ljutomeru, Slovenija, † 18. januar 1999, Ljubljana.

## Življenjepis
Oče mu je bil Fran Cvetko po poklicu učitelj, violinist in pianist. Mati mu je bila učiteljica in pianistka Alojzija V. Freuensfeld. Brata sta mu bila muzikolog Dragotin Cvetko in učitelj Vladimir Cvetko.
Ciril Cvetko je po diplomi leta 1948 iz dirigiranja in kompozicije na ljubljanski Akademiji za glasbo se je izpopolnjeval v Pragi in Parizu. V letih 1945−1947 je bil vodja glasbenega oddelka in dirigent Komornega zbora Radia Ljubljana, ter 1947–1951 vodja umetniškega oddelka in umetniški direktor Triglav filma. Od 1951–1955 je bil dirigent in direktor mariborske Opere, od 1956 pa je deloval v ljubljanski Operi. Med letoma 1965 in 1970 je bil direktor Slovenske filharmonije ter od 1975–1979 direktor in 1979–1981 umetniški direktor ljubljanske Opere. V letih 1945–1978 je na ljubljanski Akademiji za glasbo predaval osnove dirigiranja in zborovstva ter vodil njen operni studio. Kot dirigent obsežnega opernega in koncertnega repertoarja se je odlikoval po tehnični preciznosti in stilno zvesti interpretaciji. Obsežna je tudi njegova publicistična dejavnost, napisal pa je tudi dve poljudno zasnovani knjigi.
S komponiranjem se je ukvarjal že kot udeleženec narodnoosvobodilne borbe in do konca petdesetih let 20. stoletja ustvaril nekaj obsežnih orkestralnih in vokalnih skladb, v katerih je povezal tradicijo in sodoben glasbeni izraz. Pisal je tudi filmsko glasbo. Po 1945 je pisal eseje in uvode v izdaje del partizanskih skladateljev (Simfonija Marjana Kozine, 1970; Partizanski samospevi 1945, 1971). Za svoje delo je 1965 prejel Župančičevo nagrado.